# Wolwal Barat
Wolwal Barat is een bestuurslaag in het regentschap Alor van de provincie Oost-Nusa Tenggara, Indonesië. Wolwal Barat telt 373 inwoners (volkstelling 2010).